# I liga urugwajska w piłce nożnej (1932)
| Pierwsze zawodowe mistrzostwa Urugwaju |
| -------------------------------------- |

- Mistrz Urugwaju 1932: CA Peñarol (pierwszy w historii zawodowy mistrz Urugwaju)
- Wicemistrz Urugwaju 1932: Rampla Juniors (pierwszy w historii zawodowy wicemistrz Urugwaju)
- Spadek do drugiej ligi: nikt nie spadł
- Awans z drugiej ligi: nikt nie awansował

Mistrzostwa Urugwaju w roku 1932 były mistrzostwami rozgrywanymi według systemu, w którym wszystkie kluby trzykrotnie rozegrały ze sobą mecze każdy z każdym, a o tytule mistrza i dalszej kolejności decydowała końcowa tabela. Pierwsza liga zawodowa miała liczyć 11 klubów, ale 11 maja 1932 kluby Capurro i Olimpia połączyły się tworząc nowy klub – River Plate. Z tego powodu liga liczyła 10 klubów.

## Primera División

### Kolejka 1
| Data         | Mecz                                                   |
| ------------ | ------------------------------------------------------ |
| 22 maja 1932 | CA Peñarol – River Plate Montevideo 1:1                |
| 22 maja 1932 | Montevideo Wanderers – Racing Montevideo 3:0           |
| 22 maja 1932 | Defensor Sporting – CA Bella Vista 2:1                 |
| 22 maja 1932 | Club Nacional de Football – Sud América Montevideo 2:0 |
| 22 maja 1932 | Central Montevideo – Rampla Juniors 1:0                |

### Kolejka 2
| Mecz                                                   |
| ------------------------------------------------------ |
| Club Nacional de Football – River Plate Montevideo 3:3 |
| Montevideo Wanderers – Central Montevideo 1:1          |
| CA Peñarol – Sud América Montevideo 4:0                |
| Rampla Juniors – CA Bella Vista 3:1                    |
| Defensor Sporting – Racing Montevideo 6:0              |

### Kolejka 3
| Mecz                                              |
| ------------------------------------------------- |
| Montevideo Wanderers – Sud América Montevideo 2:0 |
| Racing Montevideo – Club Nacional de Football 3:0 |
| River Plate Montevideo – CA Bella Vista 3:1       |
| Defensor Sporting – Rampla Juniors 2:2            |
| CA Peñarol – Central Montevideo 2:1               |

### Kolejka 4
| Mecz                                                 |
| ---------------------------------------------------- |
| CA Peñarol – Rampla Juniors 1:1                      |
| Defensor Sporting – River Plate Montevideo 3:0       |
| CA Bella Vista – Racing Montevideo 2:1               |
| Club Nacional de Football – Montevideo Wanderers 3:1 |
| Central Montevideo – Sud América Montevideo 1:0      |

### Kolejka 5
| Mecz                                               |
| -------------------------------------------------- |
| Club Nacional de Football – Central Montevideo 4:2 |
| Rampla Juniors – Sud América Montevideo 7:0        |
| CA Peñarol – CA Bella Vista 2:0                    |
| River Plate Montevideo – Racing Montevideo 4:3     |
| Defensor Sporting – Montevideo Wanderers 2:1       |

### Kolejka 6
| Mecz                                              |
| ------------------------------------------------- |
| CA Peñarol – Racing Montevideo 4:1                |
| CA Bella Vista – Sud América Montevideo 1:1       |
| Club Nacional de Football – Defensor Sporting 1:1 |
| Montevideo Wanderers – Rampla Juniors 0:0         |
| River Plate Montevideo – Central Montevideo 2:0   |

### Kolejka 7
| Mecz                                                |
| --------------------------------------------------- |
| CA Peñarol – Montevideo Wanderers 3:2               |
| Central Montevideo – Defensor Sporting 2:0          |
| Rampla Juniors – Racing Montevideo 2:1              |
| Club Nacional de Football – CA Bella Vista 3:0      |
| River Plate Montevideo – Sud América Montevideo 2:1 |

### Kolejka 8
| Mecz                                              |
| ------------------------------------------------- |
| CA Peñarol – Defensor Sporting 6:2                |
| River Plate Montevideo – Montevideo Wanderers 1:0 |
| Sud América Montevideo – Racing Montevideo 3:0    |
| Central Montevideo – CA Bella Vista 2:2           |
| Rampla Juniors – Club Nacional de Football 2:1    |

### Kolejka 9
| Mecz                                           |
| ---------------------------------------------- |
| River Plate Montevideo – Rampla Juniors 0:4    |
| CA Peñarol – Club Nacional de Football 2:0     |
| Central Montevideo – Racing Montevideo 0:0     |
| Defensor Sporting – Sud América Montevideo 1:0 |
| CA Bella Vista – Montevideo Wanderers 4:1      |

### Kolejka 10
| Mecz                                                   |
| ------------------------------------------------------ |
| CA Peñarol – River Plate Montevideo 3:1                |
| Montevideo Wanderers – Racing Montevideo 0:0           |
| Defensor Sporting – CA Bella Vista 1:1                 |
| Club Nacional de Football – Sud América Montevideo 5:4 |
| Rampla Juniors – Central Montevideo 4:0                |

### Kolejka 11
| Mecz                                                   |
| ------------------------------------------------------ |
| Club Nacional de Football – River Plate Montevideo 2:0 |
| Montevideo Wanderers – Central Montevideo 2:1          |
| CA Peñarol – Sud América Montevideo 0:0                |
| Rampla Juniors – CA Bella Vista 2:1                    |
| Racing Montevideo – Defensor Sporting 2:1              |

### Kolejka 12
| Mecz                                              |
| ------------------------------------------------- |
| Montevideo Wanderers – Sud América Montevideo 2:1 |
| Club Nacional de Football – Racing Montevideo 6:0 |
| River Plate Montevideo – CA Bella Vista 1:0       |
| Rampla Juniors – Defensor Sporting 6:2            |
| CA Peñarol – Central Montevideo 1:1               |

### Kolejka 13
| Mecz                                                 |
| ---------------------------------------------------- |
| CA Peñarol – Rampla Juniors 1:0                      |
| Defensor Sporting – River Plate Montevideo 2:1       |
| CA Bella Vista – Racing Montevideo 2:0               |
| Montevideo Wanderers – Club Nacional de Football 1:0 |
| Sud América Montevideo – Central Montevideo 2:1      |

### Kolejka 14
| Mecz                                               |
| -------------------------------------------------- |
| Central Montevideo – Club Nacional de Football 1:0 |
| Rampla Juniors – Sud América Montevideo 3:3        |
| CA Bella Vista – CA Peñarol 2:0                    |
| River Plate Montevideo – Racing Montevideo 2:1     |
| Defensor Sporting – Montevideo Wanderers 3:1       |

### Kolejka 15
| Mecz                                              |
| ------------------------------------------------- |
| CA Peñarol – Racing Montevideo 1:0                |
| Sud América Montevideo – CA Bella Vista 1:0       |
| Club Nacional de Football – Defensor Sporting 0:0 |
| Montevideo Wanderers – Rampla Juniors 2:1         |
| River Plate Montevideo – Central Montevideo 1:0   |

### Kolejka 16
| Mecz                                                |
| --------------------------------------------------- |
| CA Peñarol – Montevideo Wanderers 2:1               |
| Defensor Sporting – Central Montevideo 6:0          |
| Rampla Juniors – Racing Montevideo 3:0              |
| Club Nacional de Football – CA Bella Vista 0:0      |
| River Plate Montevideo – Sud América Montevideo 1:0 |

### Kolejka 17
| Mecz                                              |
| ------------------------------------------------- |
| Defensor Sporting – CA Peñarol 2:1                |
| Montevideo Wanderers – River Plate Montevideo 1:0 |
| Sud América Montevideo – Racing Montevideo 2:0    |
| Central Montevideo – CA Bella Vista 1:0           |
| Rampla Juniors – Club Nacional de Football 3:2    |

### Kolejka 18
| Mecz                                           |
| ---------------------------------------------- |
| Rampla Juniors – River Plate Montevideo 3:0    |
| CA Peñarol – Club Nacional de Football 2:0     |
| Central Montevideo – Racing Montevideo 1:1     |
| Defensor Sporting – Sud América Montevideo 1:1 |
| CA Bella Vista – Montevideo Wanderers 1:1      |

### Kolejka 19
| Mecz                                                   |
| ------------------------------------------------------ |
| CA Peñarol – River Plate Montevideo 3:1                |
| Montevideo Wanderers – Racing Montevideo 1:0           |
| CA Bella Vista – Defensor Sporting 3:1                 |
| Club Nacional de Football – Sud América Montevideo 2:0 |
| Central Montevideo – Rampla Juniors 2:0                |

### Kolejka 20
| Mecz                                                   |
| ------------------------------------------------------ |
| Club Nacional de Football – River Plate Montevideo 2:1 |
| Montevideo Wanderers – Central Montevideo 3:0          |
| Sud América Montevideo – CA Peñarol 1:0                |
| CA Bella Vista – Rampla Juniors 1:0                    |
| Defensor Sporting – Racing Montevideo 1:0              |

### Kolejka 21
| Mecz                                              |
| ------------------------------------------------- |
| Montevideo Wanderers – Sud América Montevideo 2:1 |
| Club Nacional de Football – Racing Montevideo 3:2 |
| River Plate Montevideo – CA Bella Vista 2:1       |
| Rampla Juniors – Defensor Sporting 3:2            |
| CA Peñarol – Central Montevideo 3:2               |

### Kolejka 22
| Mecz                                                 |
| ---------------------------------------------------- |
| CA Peñarol – Rampla Juniors 3:3                      |
| Defensor Sporting – River Plate Montevideo 1:0       |
| CA Bella Vista – Racing Montevideo 2:0               |
| Club Nacional de Football – Montevideo Wanderers 1:1 |
| Central Montevideo – Sud América Montevideo 2:0      |

### Kolejka 23
| Mecz                                               |
| -------------------------------------------------- |
| Club Nacional de Football – Central Montevideo 5:2 |
| Rampla Juniors – Sud América Montevideo 3:3        |
| CA Peñarol – CA Bella Vista 2:0                    |
| River Plate Montevideo – Racing Montevideo 4:0     |
| Defensor Sporting – Montevideo Wanderers 0:0       |

### Kolejka 24
| Mecz                                              |
| ------------------------------------------------- |
| CA Peñarol – Racing Montevideo 2:0                |
| CA Bella Vista – Sud América Montevideo 1:1       |
| Club Nacional de Football – Defensor Sporting 3:1 |
| Rampla Juniors – Montevideo Wanderers 4:1         |
| River Plate Montevideo – Central Montevideo 2:1   |

### Kolejka 25
| Mecz                                                |
| --------------------------------------------------- |
| Montevideo Wanderers – CA Peñarol 1:0               |
| Central Montevideo – Defensor Sporting 2:1          |
| Rampla Juniors – Racing Montevideo 5:0              |
| Club Nacional de Football – CA Bella Vista 1:0      |
| Sud América Montevideo – River Plate Montevideo 2:1 |

### Kolejka 26
| Mecz                                              |
| ------------------------------------------------- |
| CA Peñarol – Defensor Sporting 3:3                |
| Montevideo Wanderers – River Plate Montevideo 2:1 |
| Sud América Montevideo – Racing Montevideo 0:0    |
| Central Montevideo – CA Bella Vista 2:2           |
| Rampla Juniors – Club Nacional de Football 0:0    |

### Kolejka 27
| Mecz                                           |
| ---------------------------------------------- |
| River Plate Montevideo – Rampla Juniors 2:2    |
| CA Peñarol – Club Nacional de Football 2:0     |
| Central Montevideo – Racing Montevideo 3:2     |
| Defensor Sporting – Sud América Montevideo 3:1 |
| CA Bella Vista – Montevideo Wanderers 1:0      |

### Końcowa tabela sezonu 1932
| Poz | Klub                      | Mecze | Zw | Rem | Por | Pkt | BrZd | BrStr |
| --- | ------------------------- | ----- | -- | --- | --- | --- | ---- | ----- |
| 1   | CA Peñarol                | 27    | 17 | 6   | 4   | 40  | 54   | 26    |
| 2   | Rampla Juniors            | 27    | 14 | 7   | 6   | 35  | 66   | 32    |
| 3   | Club Nacional de Football | 27    | 13 | 6   | 8   | 32  | 49   | 34    |
| 4   | Defensor Sporting         | 27    | 12 | 7   | 8   | 31  | 51   | 41    |
| 5   | Montevideo Wanderers      | 27    | 12 | 6   | 9   | 30  | 33   | 31    |
| 6   | River Plate Montevideo    | 27    | 12 | 3   | 12  | 27  | 37   | 42    |
| 7   | Central Montevideo        | 27    | 9  | 6   | 12  | 24  | 32   | 46    |
| 8   | CA Bella Vista            | 27    | 8  | 7   | 12  | 23  | 30   | 35    |
| 9   | Sud América Montevideo    | 27    | 7  | 6   | 14  | 20  | 28   | 47    |
| 10  | Racing Montevideo         | 27    | 2  | 4   | 21  | 8   | 17   | 63    |

### Klasyfikacja strzelców bramek
| Gole | Piłkarz             | Klub           |
| ---- | ------------------- | -------------- |
| 17   | Juan Miguel Labraga | Rampla Juniors |